# Вулиця Івана Нечуя-Левицького (Дніпро)
Вулиця Івана Нечуя-Левицького (до 26 липня 2024 року — вулиця Каруни) — вулиця у Нижньодніпровському районі міста Дніпро. Довжина до Старого моста — 3,8 км, до Мануйлівського проспекту — 3,1 км.

## Опис
Вулиця Нечуя-Левицького починається від шляхопроводу Слобожанського проспекту через залізницю з осі вулиці Вільхового Лісу, що розташована по іншу, східну сторону шляхопроводу. Половину своєї довжини вулиця пролягає на північний захід, після чого повертає на південний захід і закінчується Старим мостом, на правому березі річки Дніпро. Вулицею прокладено трамвайну лінію, якою курсують маршрути № 6 та 9 з правого берега міста.
Вулиця забудована переважно 5-поверховою забудовою, наближена до місцевості Кирилівки біля пасажирського залізничного зупинного пункту Платформа 193 км (Кирилівка). У 2016 році, в ході декомунізації, перейменовано парк імені Кірова в Кирилівський парк.
Після шляхопроводу через залізницю у напрямку Янтарної вулиці, вулиця забудована двоповерховими (наразі пошарпаними) житловими багатоквартирними будинками часів ранньої радянської індустріалізації. Вулицею пролягає автошлях територіального значення Т 0401.

## Історія
Вулиця утворена, коли на західному й північному краї Мануйлівки у 1873 році було закінчено будівництво дільниці Катерининської залізниці Синельникове — Катеринослав, з кінцевою станцією Катеринослав (нині — Нижньодніпровськ) та Катеринослав-Пристань. Вулицю було прокладено вздовж південної та східної сторони Катерининської залізниці.
На початку вулиці, де вона починалася від перехрестя з Новомосковським шосе на початку радянської окупації розвивався адміністративний центр міста Амур-Нижньодніпровська з будівлею виконкому (вул. Нечуя-Левицького, 1), залізничним вокзалом станції Нижньодніпровськ та двоповерховими будівлями.
У 1954 році перехрестя з Новомосковським шосе зникло після побудови віадуку через залізницю. До цього перед переїздом через залізницю існували багатогодинні затори, в один із яких потрапив нарком Серго Орджонікідзе, після чого почалося будівництво віадука.
До перейменування вулиця мала назву Залізнична. Наприкінці 1940-х років перейменована на честь українського радянського діяча, учасника Другої світової війни, генерал-майора Василя Каруни (1899—1943), який загинув на острові Зеленому при звільненні міста від нацистських загарбників.
На початку 1960-х років побудований шляхопровід через Новомосковське шосе та залізницю, тоді ж вулиця втратила прямий перехресний зв'язок з сучасним Слобожанським проспектом.

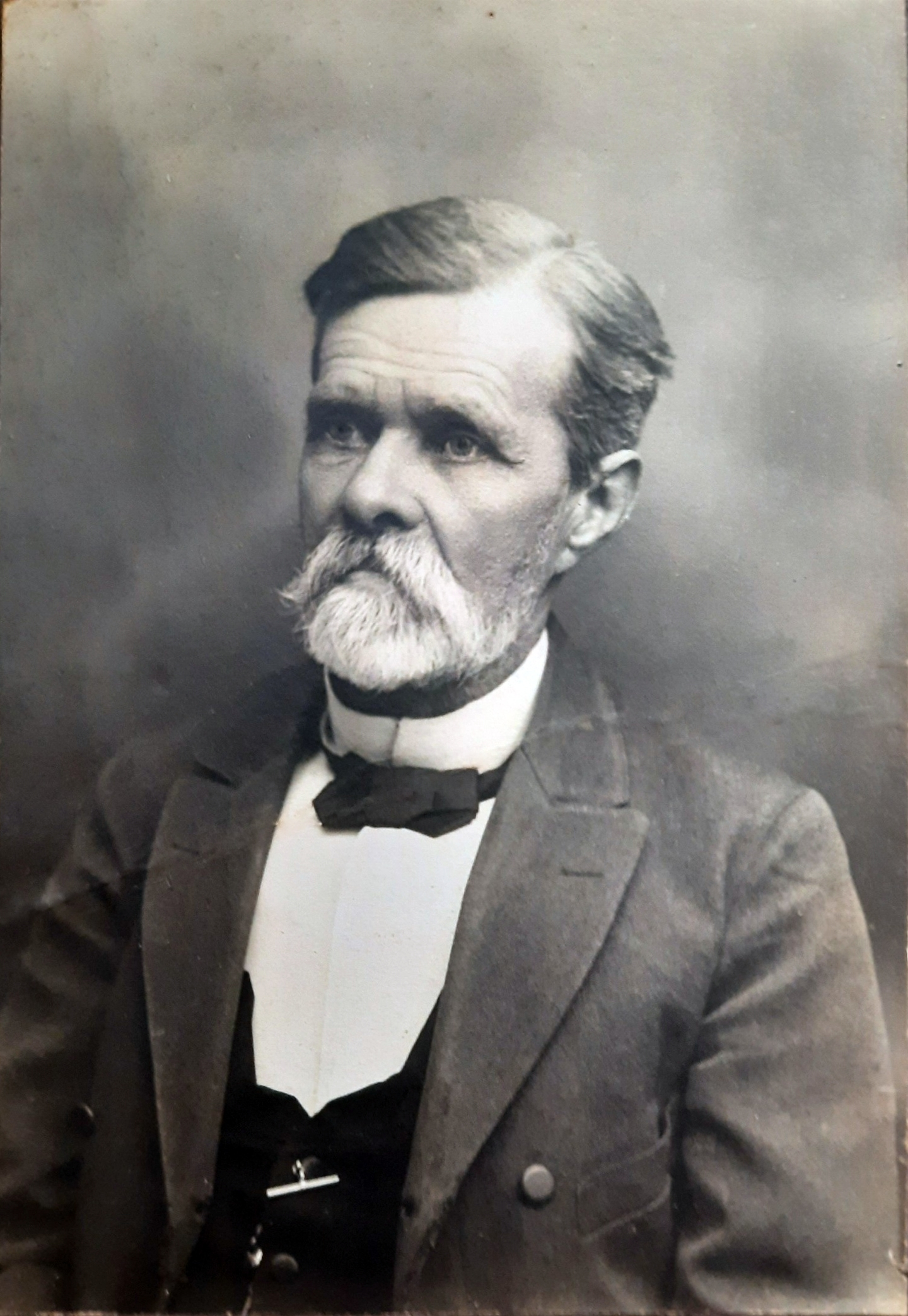
Нечуй-Левицький Іван Семенович

26 липня 2024 року рішенням Дніпропетровської обласної військової адміністрації вулиця Каруни перейменована на вулицю Івана Нечуя-Левицького

## Перехресні вулиці
- вулиця Вільхового Лісу,
- Слобожанський проспект,
- Смарагдова вулиця,
- вулиця Полонської-Василенко,
- вулиця Енеїди,
- шляхоперехід через залізницю на Янтарну вулицю,
- Луговська вулиця,
- вулиця Заплавна,
- Саперна вулиця,
- Конотопський провулок,
- Конотопська вулиця,
- провулок Вирового (колишній — провулок революціонера Кочкіна),
- вулиця Миколи Сумцова,
- Трамвайна вулиця,
- вулиця Софії Русової (колишня — вул. Сиворонова),
- вулиця Задніпровська Гавань
- Мануйлівський проспект,
- Старий міст.

## Будівлі
- № 1 — Дніпропетровське відділення Українського державного інституту мінеральних ресурсів ДП (УкрДГРІ), колишня Амур-Нижньодніпровська міська рада, згодом Нижньодніпровська районна рада; будинок зведено у 1923—1925 роках за проєктом архітектора Дмитра Скоробогатова[4]; бомбосховище громадянської оборони;
- № 3 — служба кур'єрської доставки «Автолюкс»;
- № 14В — аптека;
- № 14 — вокзал станції Нижньодніпровськ;
- № 22 — Дніпровська ремонтно-реставраційна майстерня;
- № 62 — громадська організація «Шанс+»;
- № 69А — дитячий садок № 45 «Барвінок»;
- залізничний зупинний пункт Платформа 193 км;
- № 75/1 — TIR-стоянка;
- № 93Г — АГЗС «СхідГаз»;
- № 95 — підстанція швидкої медичної допомоги;
- № 101А — магазин «Продукти»;
- № 127 — філія № 1 Дніпровської Центральної міської бібліотеки[5][6]; гуртожиток № 2 заводу імені Комінтерну;
- № 129 — загальноосвітня середня школа № 26;
- пам'ятник комунарам — був відкритий у 1958 році та реконструйований у 1975 році. Статуяу у заввишки 8,5 метрів у голові з робітничим з пистолетом, справа — російським селянином з рушницею й зліва — студентом з свитком; встановлено на честь Задніпровських революціонерів Амуру, Мануйлівки, Сахалину й Султанівки; тут поховано: П. П. Артошенко, Ф. П. Васильєв, А. І. Волович, С. І. Журавльов, С. Зінаков, В. В. Козлов, М. Є. Конотопець, П. Кочкін, І. Кукса, С. Кукса, В. М. Логаш, А. К. Манкевич, П. Панус, В. Тульський, С. Шукаїн, Яманницький;[7]
- № 131 м — АТБ-Маркет № 289;
- № 135А — СТО «911»;
- № 137 — СТО «Гугуце».

## Світлини

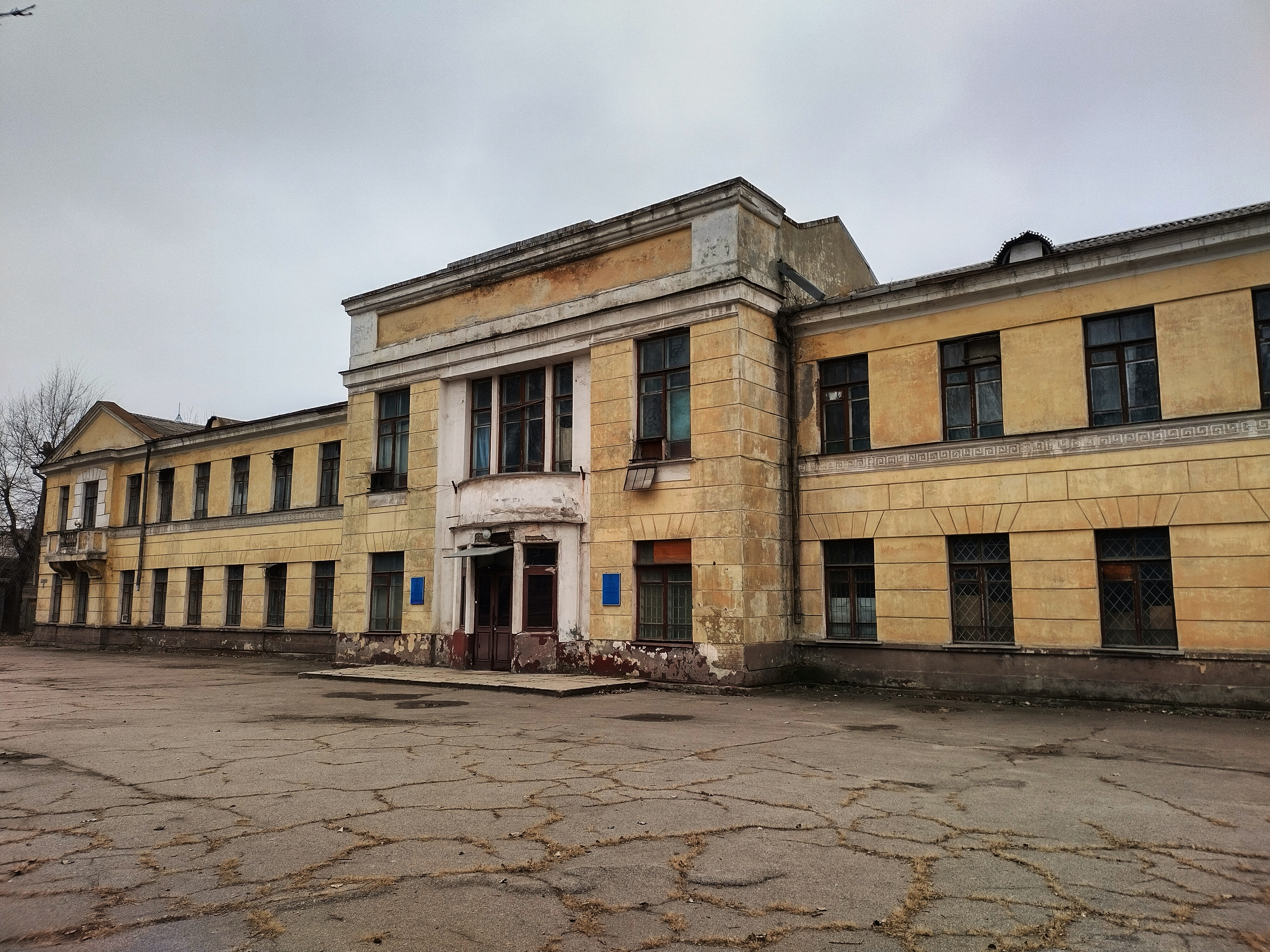
Будівля Державного інституту мінеральних ресурсів
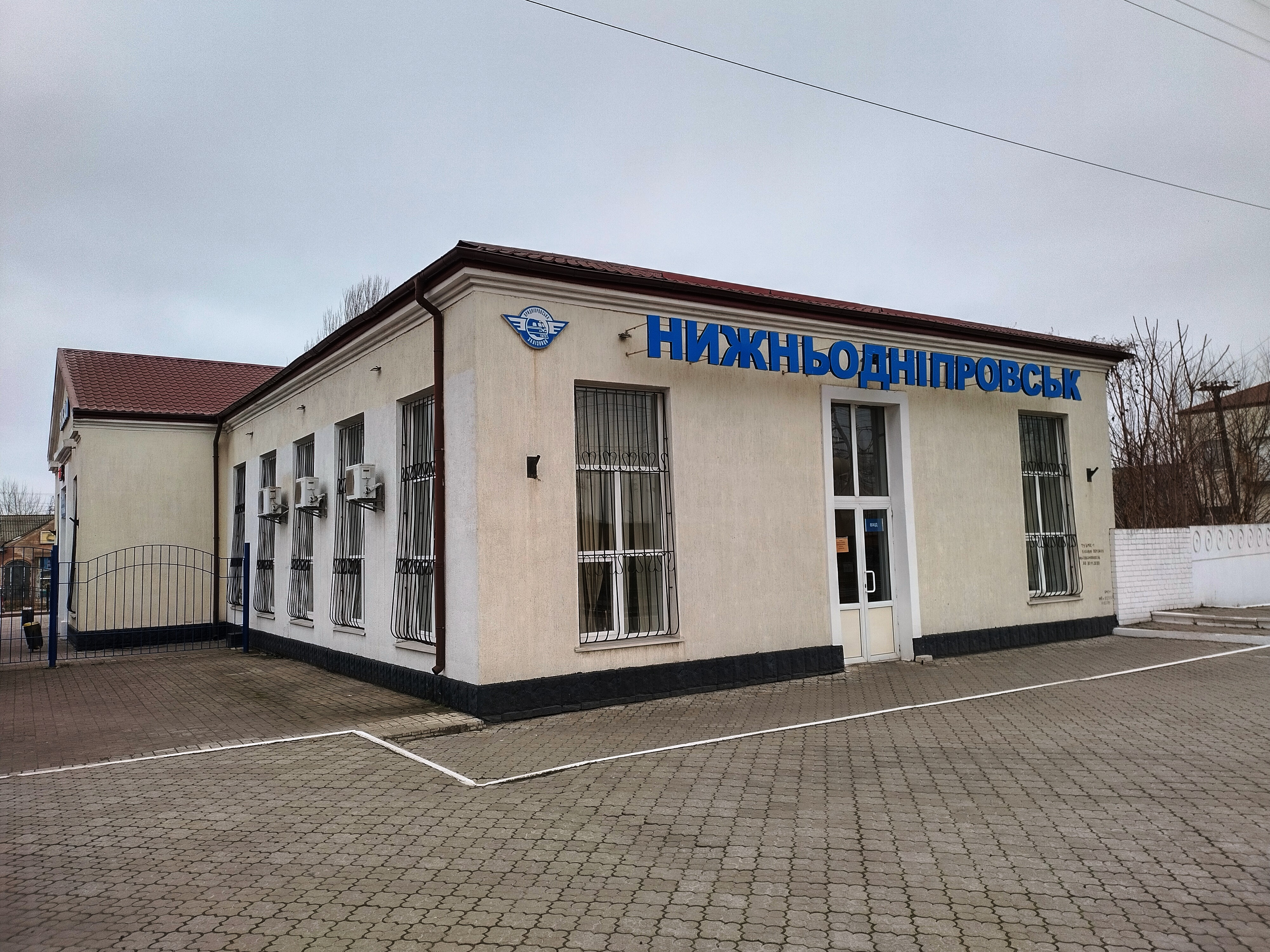
Вокзал станції Нижньодніпровськ
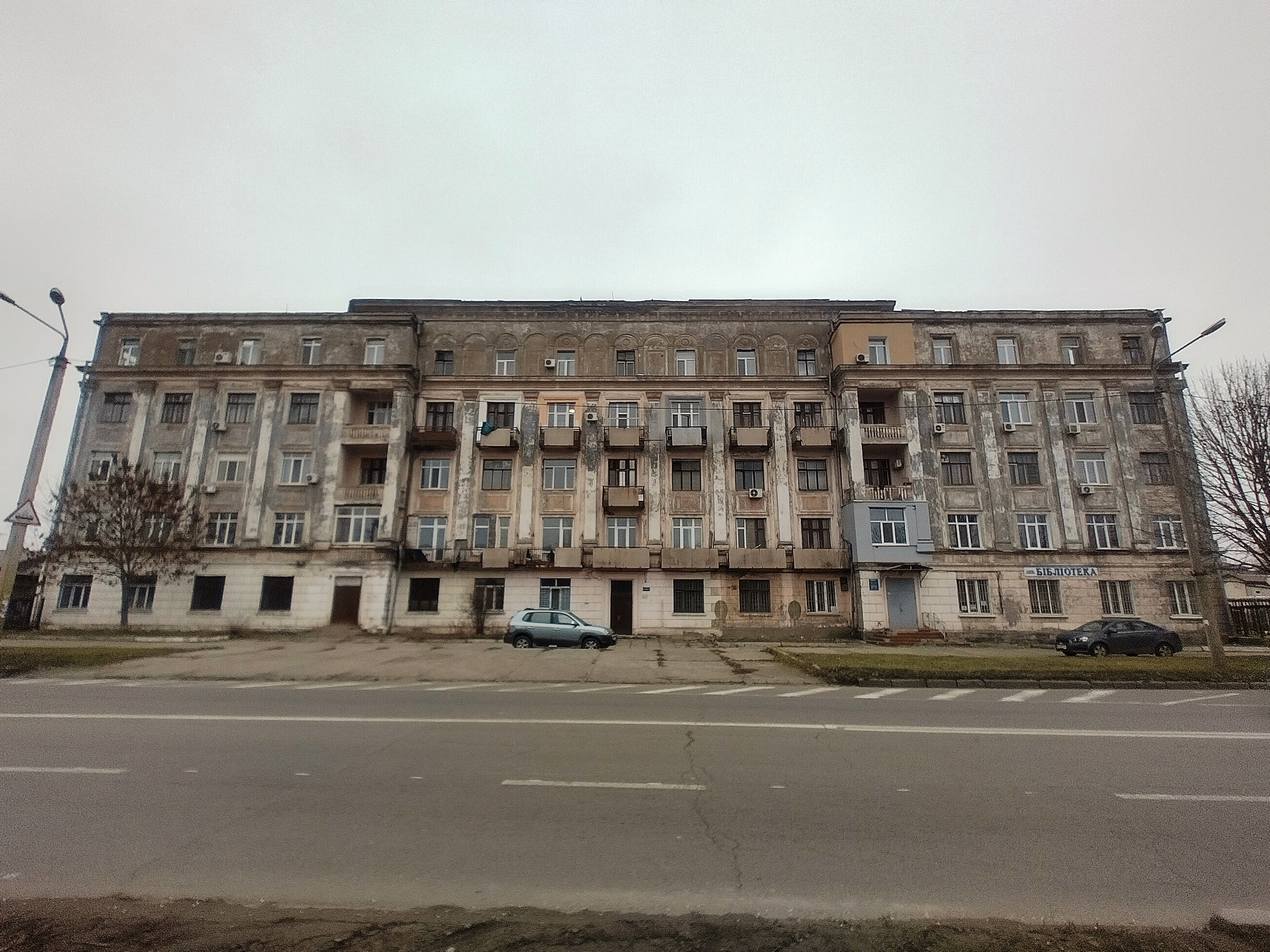
Гуртожиток заводу імені Комінтерну